# Barchent
Barchent (fra arabisk kameluld (persisk lammeuld (kork) dansk: også flonel) er et tre- til fem-skaftet kipret tøj, oftest helt af bomuld og altid tæt vævet, glat eller
mønstret. Barchent er enten glat eller ruet, det vil sige gjort ru.
Glat barchent, bolster, dynevår, er bleget eller ubleget,
hvidt eller med rød eller blå bomuldsislæt.
Ruet barchent, bommesi, er vævet så 2/3, 3/4
eller 4/5 af den bløde bomuldsislæt ligger frit
på den ene side og her er opruet - gjort ru - hvorved
der fremkommer en blød, uldagtig overflade,
som på det barchent, der bruges til overtøj
(multum / molton,
beaverteen og moleskin), tillige er overskåren som klæde.
Ruet barchent bruges især til underlag for voksdug, til undertøj og som stof til for, indvendigt betræk. Til brug for undertøj er det fortrængt af trikotage (strikvarer).
Særlige sorter mønstret barchent er 'snore barchent' med ophøjede ribber og piqué barchent ("Flosspiqué") med piqué-agtig ophævede firkantede eller lignende figurer. Terminologi: Vedrørende "fustian" som er den engelske indgang til emnet (se wikidata:Q603100) : "De middelalderlige fløjler er silke på en bund af hør eller hør/bomuld. En anden kvalitet der kaldes velvetine eller fustian beskrives som en fløjlefterligning, med bomuldsluv på en bund af hør eller hør/bomuld."